# Опсада Пшемисла
Опсада Пшемисла је била најдужа опсада у Првом светском рату у којој је Аустроугарска доживела тежак пораз. Опсада је започела у септембру 1914, а накратко је обустављена 11. октобра 1914. године. Опсада је настављена 9. новембра 1914. године. Гарнизон са 110.000 аустроугарских војника предао се Русима 22. мартa 1915. након опсаде која је трајала 194 дана.

## Увод
Током руске офанзиве у Галицији Руси су победили у бици код Лавова и потиснули су фронт око 160 километара све до Карпата. Руси су заузели Галицију. Тврђава Пшемисл се једина одржавала и до 28. септембра 1914. била је потпуно иза руских линија. Руси су били у позицији да угрозе Шлеску, немачки индустријски регион, од великога значаја за ратну индустрију. Одбрана Пшемисла је зато постала од велике важности за Немце.

## Прва опсада
Командант руске 3. армије Радко Дмитриев започео је 24. септембра 1914. опсаду Пшемисла. Дмитриев није имао довољно опсадне артиљерије. Уместо да причека да му руска висока команда пошаље потребну артиљерију, Дмитриев је наредио велики напад на тврђаву пре него што Аустријанци могу послати помоћ Пшемислу. Три дана су Руси нападали и ништа нису успели, него су имали 40.000 жртава. Док је трајала опсада Паул фон Хинденбург је започео офанзиву против Варшаве на северу. У исто време Светозар Боројевић од Бојне је предводио снаге за ослобађање Пшемисла. Дмитриев је 11. октобра дигао опсаду и повукао се преко реке Сан. Конрад фон Хецендорф се надао да ће заједничким нападом Боројевићеве армије и гарнизона из Пшемисла моћи да нанесу Русима тежак ударац

## Друга опсада
Паул фон Хинденбург је до 31. октобра био поражен у бици на Висли и обуставио је напад према Варшави. Због тога се и Боројевић повукао са реке Сан и одустао од офанзиве, коју је предлагао Конрад фон Хецендорф. Руси су 9. новембра 1914. поново опседали Пшемисл. Руска 11. армија под командом Андреја Николајевича Селиванова је преузела опсаду Пшемисла, уместо армије Радка Дмитриева. Селиванов није наређивао фронталне нападе на Пшемисл, него је уместо тога одлучио да изгладни гарнизон до предаје. У фебруару Боројевић је предводио нови покушај ослобађања Пшемисла од опсаде. До краја фебруара пропали су сви покушаји да се достави помоћ опседнутом Пшемислу. Конрад фон Хецендорф је одлучио и информисао команданта одбране Пшемисла Хермана Кузманека да више неће слати војску у покушај ублажавања опсаде. Руски командант Селиванов је добио довољно тешке артиљерије погодне за освајање утврђених тврђава. Руси су се 13. марта 1915. пробили кроз северну одбрану Пшемисла. Импровизована линија одбране помогла је да се гарнизон одржи довољно дуго, колико је потребно да униште у граду све што би Русима било од користи кад заузму град. Опседнута војска је неуспешно покушала пробој 19. марта 1915. Више им није преостало ништа друго него да се предају. Херман Кузманек је 22. марта 1915. предао гарнизон од 110.000 војника Русима.

## Резултат
Пад Пшемисла навео је многе да помисле да ће Русија започети офанзиву инвазијом Мађарске. До те офанзиве никад није дошло, али пад Пшемисла је био озбиљан ударац за аустроугарски морал. Иначе гарнизон Пшемисл је требало да има само 50.000 војника, а предало се 110.000 војника, што је био велики ударац. Руси су држали Пшемисл до лета 1915, када је пао у Горлице-Тарнов офанзиви.